# Jeunesse sportive de Kabylie (basket-ball)
Maillots
La Jeunesse sportive de Kabylie de basket-ball est un club Algérien de Basket-Ball, qui fait partie de la section du club omnisports de la JS Kabylie basé dans la ville de Tizi Ouzou en Kabylie (Algérie).
Il partage la salle omnisports du 1er novembre 1954  avec la section  handball.

## Histoire
La JS Kabylie, ce n'est pas qu'un club de football, c'est avant tout un club omnisports où plus de deux-cents athlètes s'entrainent à la JSK et utilisent ses locaux.
L'équipe de football de la section omnisports est sans aucun doute la vitrine car c'est le club de football le plus titré d'Algérie et l'une des pointures en Afrique.
L'une de ses sections est le basket-ball, l'équipe de la JSK fait figure de novice ou de faire valoir face aux puissantes équipes de première division (la super division de basket-ball algérien), l'un des championnats les plus relevés d'Afrique.
Comme son homologue en football, elle possède des catégories de jeunes qui s'illustrent en championnat de jeunes, dans les catégories cadets et minimes.
Depuis novembre 2009, le président de la JSK Mohand Cherif Hannachi, a décrété que le manque de fonds dans les caisses du club en raison de l'indifférence de l'APC de Tizi Ouzou, ne permettait plus d'assurer la prise en charge des sections handball basket-ball et athlétisme de la JSK.
Même si elle appartient toujours au club omnisports de la JSK en gardant le nom JSK, la section basket-ball est prise en charge par l'APC de Tizi-Ouzou.

## Compétitions disputées
La JSK n'a jamais eu l'expérience de la première division de basket-ball algérien, nommée super division, qui est l'un des championnats les plus relevés d'Afrique. Ce championnat est dominé par les clubs algérois, avec à leur tête la section basket-ball du MC Alger devenu GSP Alger, possédant quatorze titres de champion.

### Championnat d'Algérie de basket-ball
Lors de la saison 2008-2009, l'équipe de basket-ball de la JSK disputait le championnat national de basket-ball algérien, soit la deuxième division. Malheureusement, après une mauvaise entame de début de saison, elle fut contrainte lors de la seconde phase de jouer le playground, c'est-à-dire des matchs de barrages pour ne pas descendre en division inférieure, alors que le haut du tableau se disputent un play off dans le but de remonter. Elle fut contrainte de redescendre en Excellence, la troisième division.
Pour la saison 2009-2010, la JSK se trouve dans la poule B de la division excellence du championnat d'Algérie. Elle dispute cette compétition en étant affiliée à la ligue régionale centre de basket-ball. après la première phase, elle se trouve dans le groupe de relégués et s'apprête à disputer le play-ground pour ne pas redescendre en régional (la quatrième division).

### Coupe d'Algérie de basket-ball
Tous les clubs affiliés à la Fédération algérienne de basket-ball, quel que soit leur niveau, participent tous à la Coupe d'Algérie de basket-ball. La JSK évoluant en Excellence doit passer par un tour fédéral avant de s'attaquer à plus fort.
Elle n'a jamais remporté ce titre majeur du basket-ball algérien.

## Palmarès
Le palmarès de la section basket-ball de la JSK est vierge, en ce qui concerne l'équipe sénior masculine.